# Szűrös Mátyás
Szűrös Mátyás (Püspökladány, 1933. szeptember 11. –) magyar politikus, diplomata, az MSZMP vezető politikusa, az Országgyűlés elnöke, a Magyar Köztársaság ideiglenes köztársasági elnöke, országgyűlési képviselő.

## Életpályája
A Hajdúböszörményi Bocskai István Gimnáziumban érettségizett.
1953-ban került Moszkvába, ahol a Nemzetközi Kapcsolatok Intézetében (MGIMO) tanult és 1959-ben végzett. Később az MKKE-n és a Zrínyi Miklós Katonai Akadémián vett részt posztgraduális képzésen.
1959-től 1960-ig a Külügyminisztérium előadója, majd 1962-ig főelőadója volt. 1962-ben a berlini nagykövetség harmadtitkárává nevezték ki, 1965-től pedig az MSZMP KB külügyi osztály politikai munkatársa volt. 1974-ben ennek helyettes vezetője lett. 1975-ben kinevezték kelet-berlini nagykövetté, 1978 és 1982 között moszkvai nagykövet volt, majd 1983-ig az MSZMP KB külügyi osztályának vezetőjeként dolgozott.
1951 és 1956 között az MDP tagja volt, majd 1956-ban átiratkozott az MSZMP-be, és 1989-ig annak tagja volt. 1978-ban mint moszkvai nagykövet bekerült az MSZMP Központi Bizottságába. 1983 és 1989 között a KB titkára volt. A párt reformkommunista szárnyának egyik képviselője volt Pozsgay Imrével és Németh Miklóssal együtt.
1985-ben bekerült az Országgyűlésbe egyéni képviselőként (Püspökladány). 1985 és 1989 között a külügyi bizottság elnöke, 1988 és 1989 között pedig az MSZMP-csoport vezetője volt. 1989 márciusában az Országgyűlés elnökévé választották. 1989. október 23-án az Országgyűlés erkélyén kikiáltotta a Magyar Köztársaságot, ezáltal Magyarország ideiglenes köztársasági elnöke lett 1989. október 23. és 1990. május 2. között. 1989-ben belépett az MSZMP utódpártjába, a Magyar Szocialista Pártba.
Az 1990-es országgyűlési választáson Szűrös volt az MSZP egyetlen olyan képviselője, aki egyéni képviselőként jutott be az Országgyűlésbe. A négyéves ciklus alatt az Országgyűlés alelnökeként dolgozott. 1994-ben úgyszintén a püspökladányi választókerületből jutott be. Mivel 1998-ban veszített a Fidesz jelöltjével, Arnóth Sándorral szemben, így az MSZP Hajdú-Bihar megyei területi listájáról szerzett mandátumot. 1985 és 1989, valamint 1994 és 2002 között az IPU magyar nemzeti csoport elnöke, a magyar-osztrák tagozat elnöke volt. Képviselői munkája során gyakran saját pártja álláspontja ellen szavazott.
2002-ben kilépett az MSZP-ből, és az Új Baloldal színeiben volt országgyűlési képviselő-, illetve miniszterelnök-jelölt, de a párt csak 0,1%-ot szerzett az országgyűlési választáson. 2003-ban átlépett a „történelmi” SZDP-be, majd annak elnökévé választották; 2005-ben lemondott tisztségéről. 2006-ban Kistarcsán indult polgármesterjelöltként, sikertelenül.
Németül és oroszul felsőfokon, angolul középfokon beszél.

## Politikán kívüli tevékenysége
1989-ben az Ópusztaszeri Nemzeti Történelmi Bizottság elnöke lett, a tisztséget 1997-ig viselte. 1990-ben a Püspökladány Kultúrájáért Alapítvány elnöke lett. 1994 és 1999 között az Illyés Alapítvány, 1996 és 2002 között az Új Nemzeti Színházi Alapítvány elnöke volt.

## Családja
Nős, második házasságában él. Első feleségétől két fia – Iván (1962. február 8.) és bátyja (1958) –, második feleségétől egy lánya született.

## Díjai, elismerései
- Munka Érdemrend ezüst fokozat (1967, Közlöny. 82. szám).
- Munka Érdemrend arany fokozat (1975, Közlöny. 23. szám).
- Népek Barátsága érdemrend (1982, Közlöny. 52. szám).
- Bocskai-díj (1995)
- Püspökladány díszpolgára (1995)[3]
- Beregszász díszpolgára (1997)[4]

## Könyvei
- A nemzetközi kommunista mozgalom néhány időszerű kérdése; Kossuth, Budapest, 1985
- Hazánk és a nagyvilág (1985)
- Hazánk és Európa (1987)
- Magyarságról, külpolitikáról (1989)
- Cselekvő politikával a magyarságért. Politikusi portré, 1988–1996; Heraldika, Budapest, 1997
- Köztársaság született "harangszavú délben" 1989. október 23.; Mediart Grafikai Stúdió, Budapest, 1999
- Nemzetpolitika és csatlakozás. Az integráció kérdései; Szenci Molnár Társaság, Budapest, 2001 (A Herman Ottó Társaság nemzetpolitikai sorozata)
- Hogyan tovább a rögös utakon; Szenci Molnár Társaság, Budapest, 2003
- Köztársaság született „harangszavú délben” 1989. október 23. Visszatekintés húsz évvel a kikiáltás után; 2. bőv. kiad.; Heraldika, Budapest, 2009
- Szűk volt a mundér. Egy magyar diplomata emlékezései és emlékeztetése, 1959–2013; Püski, Budapest, 2013

## Külső hivatkozások
- Sok minden félresiklott -interjú, Vasárnapi Újság, 2006. május 1.
- Renitensek a listán Tölgyessy és Szűrös – Ripp Zoltán cikke a Mozgó Világban.
- 1989.október 23. Szűrös Mátyás az Országgyűlés erkélyéről kikiáltja a Magyar Köztársaságot. – videó

| Elődje: Stadinger István | A magyar Országgyűlés elnöke 1989–1990 | Utódja: Fodor István |

| Elődje: – | A Magyar Köztársaság köztársasági elnöke (ideiglenes) 1989–1990 | Utódja: Göncz Árpád |